# Luna (personaje de Sailor Moon)
Luna (ルナ Runa?) es un personaje que aparece en el manga y anime Sailor Moon. Es una gata de color negro que puede hablar y acompaña siempre a la protagonista, Usagi Tsukino. Ante otras personas así como la propia familia de Usagi, sin embargo, finge ser un gato común y corriente. Tiene en la frente una marca en forma de luna creciente, de color amarillo. En el animé sus ojos son rojos o marrones, mientras que en el manga son de color azul.
Luna, la gata de Usagi Tsukino, proviene de un antiguo reino en la Luna llamado el Milenio de Plata; por lo tanto puede hablar, posee una inteligencia humana y otras habilidades fuera de lo común.  Es ella quien informa a Usagi de que su destino es proteger al mundo y luchar contra el mal. Para esto le da su primer broche de transformación, con el cual ella puede convertirse en la heroína protagonista de la serie, "Sailor Moon". Bajo el disfraz de esta guerrera, Usagi obtiene poderes sobrenaturales para luchar contra el mal siguiendo los consejos de Luna.  
Después de esto, las dos encuentran a Ami, Rei y Makoto; otras tres chicas a las que Luna les da plumas de transformación para convertirse en las justicieras Sailor Mercury, Sailor Mars y Sailor Jupiter. Estas se unen a Sailor Moon en su lucha contra los villanos. Al poco tiempo, aparece una nueva muchacha con la habilidad de transformarse en justiciera y se suma al grupo: ella es Minako, alias Sailor Venus; cuya pluma de transformación le fue entregada por Artemis. Artemis es un gato blanco que también proviene del Milenio de Plata, y además es un antiguo compañero de Luna. 
Finalmente, Artemis y Luna les revelan a las chicas que ellas son un tipo de guerreras conocidas como las Sailor Senshi, únicas que pueden usar sus respectivas plumas de transformación, convertirse en justicieras y tener sus poderes. Por lo tanto son las únicas que pueden luchar contra los seres malignos que amenazan a la Tierra. 
Luna y Artemis tienen una hija, Diana. Los nombres de los tres gatos tienen claras referencias con la Luna. El nombre de Luna se refiere al satélite natural terrestre y al nombre romano de la diosa Selene. Los nombres de Artemisa y Diana refiriéndose a las diosas lunares griega y romana respectivamente.

## Antecedentes
Luna aparece por primera vez en todo el primer acto o episodio de cada adaptación de la serie. Ella y Artemis son los únicos sobrevivientes de un antiguo reino de la luna, conocido como el Milenio de Plata. Allí, según el primer anime, Luna era la consejera de la gobernante del reino, la Reina Serenity. Según el manga y Sailor Moon Crystal, en cambio, ella servía a la única hija y heredera de la reina, la Princesa Serenity, a quien había jurado jamás abandonar. Cuando el reino fue destruido, ella y Artemis fueron puestos en un largo y profundo sueño y enviados al planeta Tierra, lugar donde la Princesa Serenity y sus guardianas, las Sailor Senshi, serían finalmente reencarnadas. Cuando por fin despiertan en el siglo XX, descubren que la Reina Beryl y los Shitennō, antiguos villanos que habían destruido el Reino de la Luna, también han regresado y pretenden apoderarse del planeta. Por lo tanto Luna y Artemis empiezan a buscar a las reencarnaciones de la Princesa Serenity y las Sailor Senshi, para que juntos puedan derrotar definitivamente a estos villanos.
En un principio, Luna sólo sabe que debe encontrar a las Sailor Senshi, a la princesa y al Cristal de Plata. Encuentra primero a Usagi Tsukino y la entrena para que luche contra el mal bajo el disfraz de una justiciera llamada "Sailor Moon". Esto lo hace sin saber que Usagi no es sólo una Sailor Senshi sino también la reencarnación de la propia heredera del reino, la Princesa Serenity. Esto se debe a que la memoria de Luna fue parcialmente suprimida como parte de una estrategia para ocultar la nueva identidad de la Princesa, y así lograr despistar al enemigo.
Finalmente, Luna y Artemis logran reunir a Sailor Moon con las otras Sailor Senshi y ellas derrotan a la Reina Beryl y sus aliados. Luego de esto, aparecen nuevos enemigos. Conforme avanza la serie aparece la futura hija de Usagi, Chibiusa, quien proviene del futuro. Ella trae consigo a Diana, futura hija de Artemis y Luna. También se van agregando otras justicieras que obtienen sus broches de transformación por otros medios. Entre ellas están Haruka (Sailor Uranus), Michiru (Sailor Neptune), Setsuna (Sailor Plut) y Hotaru (Sailor Saturn). En todas estas situaciones, los tres gatos, Luna, Artemis y su hija Diana, actúan como guías y consejeros de las Sailor Senshi.
Sólo en la versión del manga, se revela que tanto Luna como Artemis no son originarios del Sistema Solar, sino que llegaron al Milenio de Plata por primera vez en tiempos remotos, desde su planeta natal, Mau; el mismo del que proviene Sailor Tin Nyanko.
Durante la quinta y última temporada del primer anime, Luna siente brevemente una ligera atracción hacia Yaten, uno de los Three Lights, pero esta no se desarrolla debido a que él acaba regresando a su planeta de origen.

## Perfil
Aunque ellos mismos no son guerreros ni poseen habilidades de justicieros; Luna, Artemis y Diana a menudo aconsejan a Sailor Moon y sus amigas, y las ayudan a descubrir la identidad y los planes de cada nuevo villano. Con frecuencia son ellos también quienes les dan nuevas armas y objetos para combatir, o quienes las ayudan a obtenerlos. Los objetos a veces aparecen de la nada y no está claro si ellos, especialmente Luna, son los que los crearon o si simplemente los trajeron consigo de otra parte. A veces asisten en los combates distrayendo al enemigo. 
Solamente en el manga, en la primera temporada, Luna es capaz de enviar fuertes ataques de energía y luz hacia los oponentes, para detenerlos cuando están a punto de lastimar a las Sailor Senshi. Además ella y Artemis son capaces de transportarse a sí mismos hacia la luna. En la segunda temporada del manga, al analizar los fragmentos de Cristal Oscuro que les han quitado al grupo Black Moon, Luna y Artemis manipulan dichos trozos por medio de un ligero poder de telekinesis.
Luna tiene una relación romántica implícita con Artemis, la cual se confirma cuando conocen a Diana, su hija del futuro. Por otra parte, cada uno de los gatos a su vez tiene un lazo muy especial con una Sailor Senshi específica, a la que siempre acompaña y ayuda por encima de todo. Mientras que Artemis hace esto por Minako (Sailor Venus) y Diana por Chibiusa, en el caso de Luna ella siempre está dedicada a acompañar y apoyar a Usagi. Durante el transcurso de la serie, Luna forma un vínculo muy estrecho con esta; aunque al principio su relación es un poco difícil, puesto que Luna insiste en darle consejos que Usagi ignora; lo que lleva a numerosas situaciones cómicas.

## Forma humana
En el manga, por otra parte, los tres gatos possen además la habilidad de adoptar forma humana. Esto se revela en el arco argumental Sueño, equivalente a la saga de SuperS del animé, en que los tres se convierten en humanos. Sin embargo, antes de eso Luna ya había logrado transformarse temporalmente en una mujer gracias al poder del Cristal de Plata de Sailor Moon, en un capítulo especial del manga dedicado a ella, "El amante del la Princesa Kaguya". En dicha trama, se enamora de un humano común y corriente llamado Kakeru. Esta historia fue adaptada al cine en la película de dibujos animados Sailor Moon S: The Movie, y muestra la primera transformación de Luna en un ser humano con ojos azules, como en la versión del manga.

### Sailor Luna
Sailor Luna (セーラールナ Sērā Runa?) es el nombre adoptado por Luna cuando se transforma en una Sailor Senshi, en la serie rodada en imagen real Pretty Guardian Sailor Moon.
En esta versión de la historia, Luna es mostrada como un muñeco de peluche animado, en lugar de un gato real. Usualmente se la hace mover y hablar como una marioneta, aunque efectos especiales son usados para escenas complicadas. En el acto 26, ella adquiere la habilidad de convertirse en una niña, a la que se le da el nombre de "Luna Tsukino". Con esta apariencia, Luna puede entonces transformarse en una Sailor Senshi, "Sailor Luna". 
En forma humana, la personalidad de Luna es igual a como cuando es una gata, aunque adquiere una ligera obsesión por las comidas dulces, y se sigue comportando como los gatos puesto que huye de los perros y se distrae fácilmente con los juguetes. Tiene una capacidad auditiva superior a la humana y se puede mover muy rápido. Luna involuntariamente se vuelve a transformar en un muñeco de peluche cuando estornuda, recibe un ataque directo de un enemigo, o cae inconsciente. 
Cuando marca 6-7-2 en un teléfono celular especial, llamado Lunatia S, y grita "¡Luna Prism Power!" se puede transformar en Sailor Luna, la "Sailor Scout del amor y las cosas pequeñas". Entonces usa un ataque especial llamado "Luna Sucre Candy" que bombardea al enemigo con dulces que explotan. Su principal arma es una varita hecha de dulce que se parece al cetro lunar de Sailor Moon y se puede transformar en otros objetos.